# لاسلو فيدل
لاسلو فيدل (بالمجرية: Fidel László)‏ هو راكب الكنو مجري، ولد في 29 يونيو 1965 في فاك في المجر.

## وصلات خارجية
- لاسلو فيدل على موقع اللجنة الأولمبية الدولية (الإنجليزية)
- لاسلو فيدل على موقع أوليمبيديا (الإنجليزية)
- لاسلو فيدل على موقع اللجنة الأولمبية المجرية (الهنغارية)